# Кач (штат)
Штат Кач — штат Индии, существовавший в 1947—1956 годах. Столица — Меркара.
После произошедшего в 1947 году раздела Британской Индии княжество Кач вошло в состав Индийского Союза. Поначалу им по-прежнему правил старый раджа, а с 1 июня 1948 года управление перешло в руки правительства Индии, назначившего туда главного комиссара, то есть поначалу Кач функционировал как провинция. По конституции 1950 года он стал штатом категории «C».
В 1956 году правительством Индии был принят Акт о реорганизации штатов, в соответствии с которым штат Кач был присоединён к штату Бомбей.
Существуют предложения о восстановлении штата Кач.